# Альпіністський союз Республіки Сербської
Альпіністський союз Республіки Сербської (серб. Планинарски савез Републике Српске) — організація, яка займається розвитком альпінізму на території Республіки Сербської. Штаб-квартира розташовується в місті Фоча за адресою: вулиця Петра Кочича, будинок 2. Союз є повноправним членом Спортивного союзу Республіки Сербської і співпрацює з Міністерством у справах сім'ї, молоді та спорту Республіки Сербської. Заснований 6 червня 1996 року.
Указом Президента РС Райко Кузмановича від 6 липня 2009 року під час святкування Видовдан, дня військової слави Збройних сил Республіки Сербської Альпіністський союз Республіки Сербської за особливі заслуги в розвитку альпінізму нагороджений Орденом Нєгоши II ступеня.

## Діяльність
Альпіністський союз Республіки Сербської займається організацією змагань з альпінізму і розвитком цього спорту в країні, а також управлінням всіх членів (товариств і клубів), які входять до союзу. Він також відповідає за наступні дії:
- Управління діяльністю гірських провідників
- Діяльність Ліги Республіки Сербської в альпіністському орієнтуванні
- Навчання альпіністів
- Навчання фахівців Гірської служби порятунку
- Навчання спортивному орієнтуванню
- Затвердження туристичних маршрутів в регістрі
- Щорічні експедиції альпіністів Республіки Сербської
- Зліт альпіністів
- Гірські походи

### Види спорту
Альпіністський союз займається розвитком безпосередньо самого альпінізму, гірськолижного спорту, гірського спортивного орієнтування, гірського туризму (в тому числі звичайного проведення часу на природі), збереженням і популяризацією гірської природи, популяризацією спортивного скелелазіння, гірського бігу і гірського велоспорту, відміткою туристичних маршрутів, обслуговуванням будинків у високогірній місцевості, дотриманням альпіністської етики.

## Альпіністські товариства
- Адреналін (Теслич)
- Требевич (Східне Сараєво)[1]
- Спортивне товариство «Трескавиця» (Трново)[2]
- Гора (Баня-Лука)[3]
- Кожара (Баня-Лука)[4]
- Екологічне товариство «Видич» (Мрконич-Град)[5]
- Чичак (Челинац)[6]
- Механізам (Котор-Варош)[7]
- Екологічне товариство «Маєвиця» (Бієліна)[8]
- Вучьї Зуб (Требинє)[9]
- Волуяк (Гацько)[10]
- Зеленгора (Фоча)[11]
- Вук (Добой)[12]
- Озрен-Кралиця 883 (Петрово)[13]
- Спортивний клуб «Паук-Прієдор» (Прієдор)[14]
- ВІДЕТА (Србац)[15]
- Екологічне товариство «Рисовац» (Лопаре)[16]
- Екологічне товариство «АЦЕР» (Власениця)[17]
- Спортивне товариство «Пеція» (Козарська Дубиця)[18]
- Клековача (Прієдор)[19]
- Столац (Вишеград)
- Спортивне товариство «Превія» (Баня-Лука)
- Спортивне товариство «Лелія» (Калиновик)
- Спортивне товариство «Віторог» (Шипово)